# Seidō-kaikan

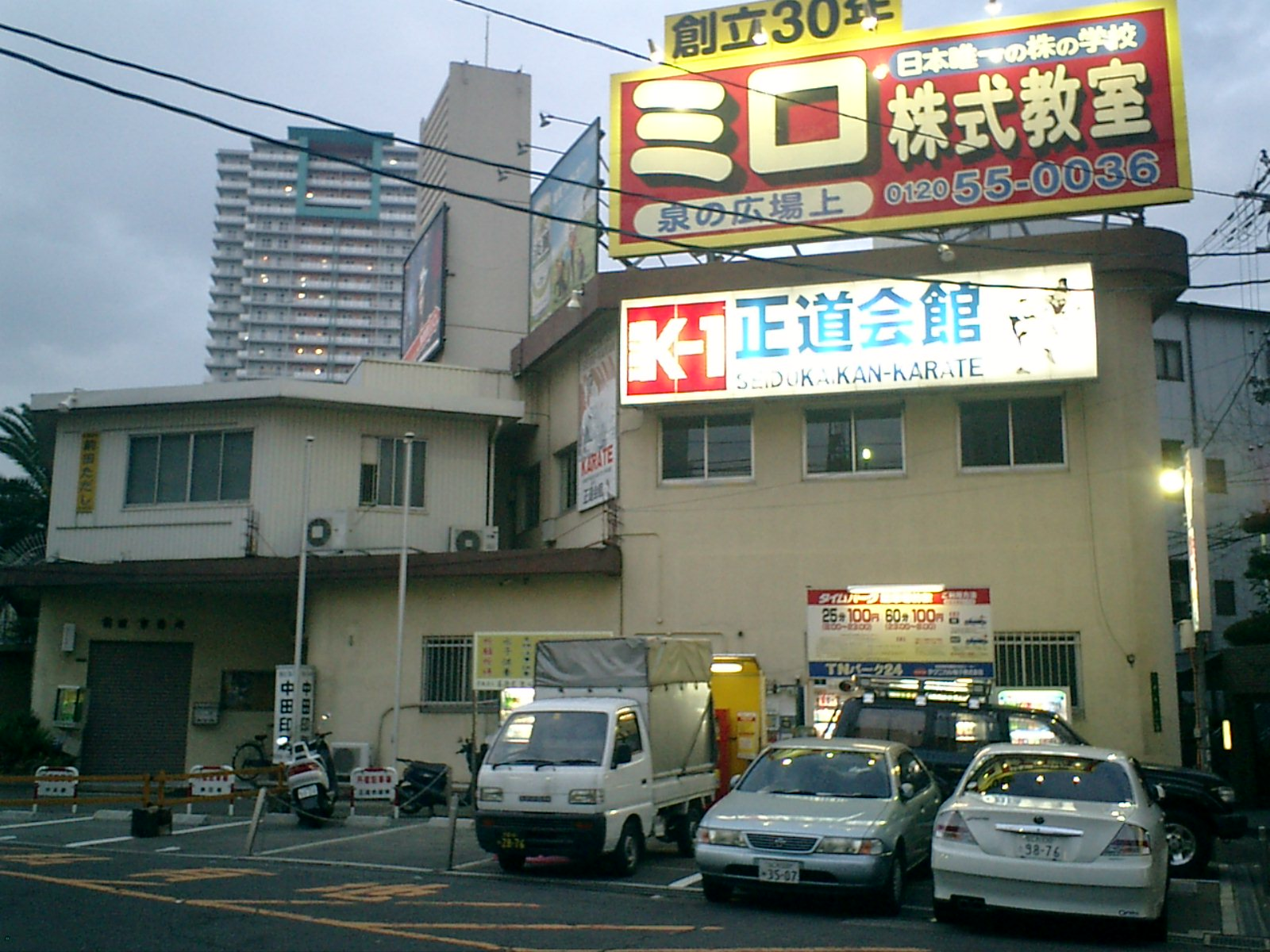
Seidō-kaikan w Osace

Seidō-kaikan (jap. 正道会館 Seidō-kaikan; Stowarzyszenie Właściwej Drogi) − styl karate (także nazwa miejsca spotkań, treningu) wywodzący się z kyokushin, kładący nacisk na walkę w pełnym kontakcie.

## Historia
Pierwsza szkoła Seidō-kaikan (pod nazwą Seidokan Karate) została założona w 1980 roku w Osace przez Kazuyoshiego Ishii. Ishii rok wcześniej odszedł z Kyokushin-kaikan po tym, jak organizację tę opuścił jego mentor i nauczyciel Hideyuki Ashihara. Wkrótce powstały kolejne ośrodki i dojo na terenie całego regionu Kansai.
W 1982 roku został rozegrany pierwszy oficjalny turniej Seidō-kaikan pod nazwą All Japan Karate-Do Tournament. W tym samym roku powołano do życia organizację Seidō-kaikan, jako główne ciało zarządzające. W 1985 roku organizacja otworzyła swój pierwszy oddział zagraniczny w Stanach Zjednoczonych.
W 1993 roku Ishii założył organizację K-1. Odtąd wielu karateków Seidō-kaikan będzie brało udział w jej turniejach, odnosząc liczne sukcesy (np. Andy Hug, Masaaki Satake, Musashi).
Obecnie Seidō-kaikan posiada kilkadziesiąt oddziałów i filii (głównie na terenie Japonii), m.in. w Tokio, Saitamie, Jokohamie, Kobe czy Sapporo.

## Charakterystyka
Seidō-kaikan kładzie szczególny nacisk na walkę w pełnym kontakcie i rywalizację sportową. Cały reżim treningowy jest podporządkowany przygotowaniu zawodnika do walk turniejowych. Kata są ograniczone do absolutnego minimum (są tylko 2), natomiast nadrzędną rolę pełni kumite, podczas którego głównym celem walczących jest doprowadzenie do nokdaunu rywala.
Pojedynek turniejowy zazwyczaj składa się z 2-minutowego kumite (zasady walki jak w kyokushin) oraz ewentualnie, gdy nie dojdzie do rozstrzygnięcia, z dwóch dogrywkowych 2-minutowych kumite. Charakterystyczne dla Seidō-kaikan jest to, że w niektórych turniejach w dogrywce zawodnicy zakładają rękawice bokserskie i walczą na zasadach zbliżonych do kick-boxingu (dozwolone są ciosy pięścią w głowę). W przypadku, gdy dogrywka również nie przyniesie rozstrzygnięcia o zwycięstwie decyduje różnica wagi (gdy jest większa niż 10 kg), a w ostateczności test tameshi-wari.

## Władze
Nominalnym przewodniczącym Seidō-kaikan pozostaje Kazuyoshi Ishii, aczkolwiek po jego aresztowaniu w 2002 roku i późniejszym skazaniu za malwersacje podatkowe, organizacją kierują Naoki Nakamoto i Nobuaki Kakuda. Główna siedziba znajduje się w Osace.